# Police nationale (Côte d'Ivoire)
Pour les autres articles nationaux ou selon les autres juridictions, voir Police nationale.
La Police nationale  en Côte d'Ivoire est un ensemble d'organes et d'institutions assurant le maintien de l'ordre public et la répression des infractions. Il est un corps d'État rattaché au Ministère de l'intérieur et de la sécurité. Les policiers sont des fonctionnaires publics ivoiriens.

## Fondement
L'institution de la force publique est un élément fondamental de l'ossature de l'administration centrale du ministère de l'Intérieur.
La police nationale est placée sous l'autorité d'un directeur général de la police nationale nommé en Conseil des Ministres. Il est aidé de trois directeurs généraux adjoints, d’un chef de cabinet, d’un chargé de mission, de quatre chargés d’études et d’un porte-parole. Le chef de cabinet, le chargé de mission et le porte-parole ont le rang de sous-directeur.
En Côte d'Ivoire, la force publique est constituée de la police nationale, de la gendarmerie nationale et des polices municipales.

## Missions

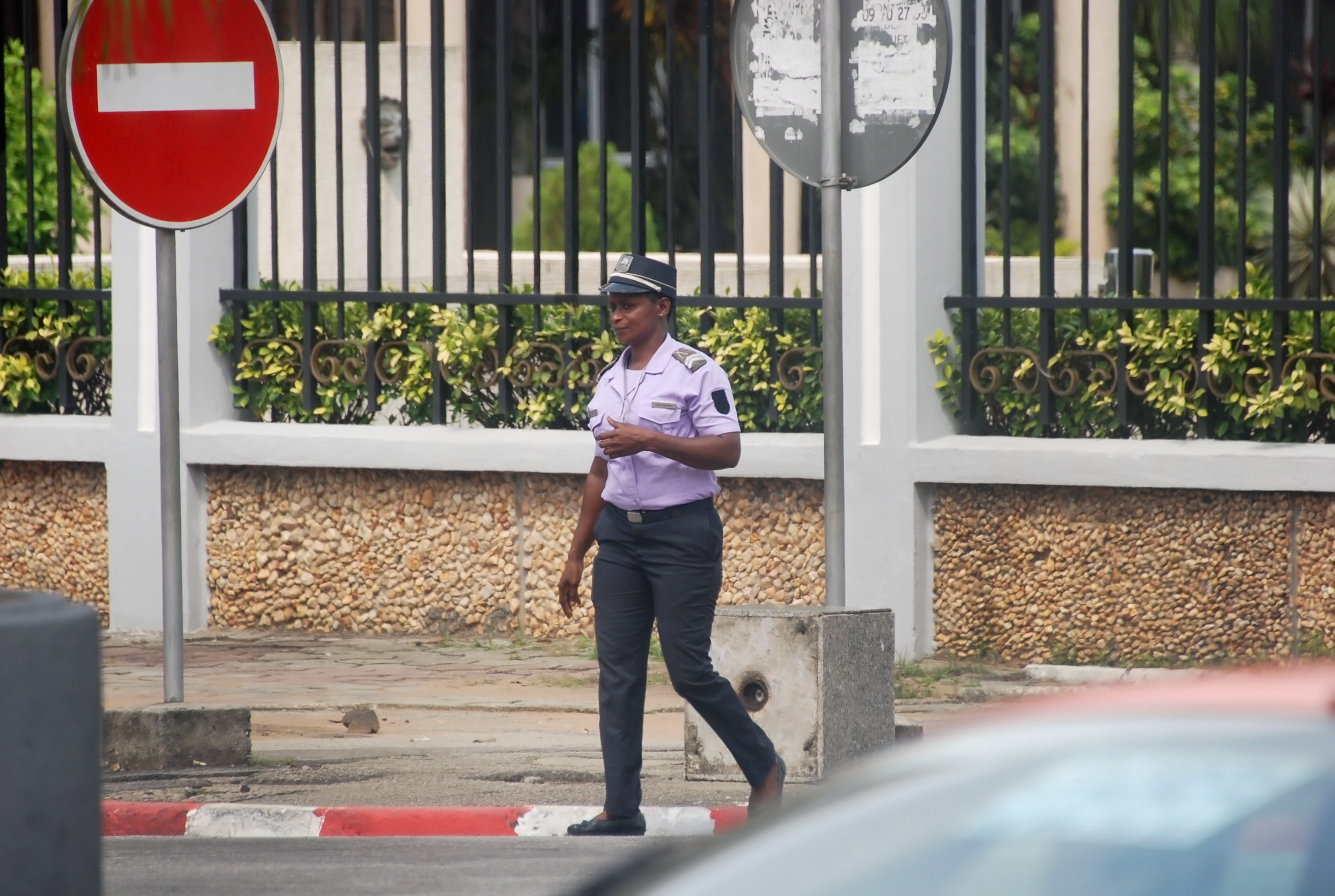
Une femme agent de police à Abidjan.

Mission : « La police nationale concourt, sur l'ensemble du territoire, à la garantie des libertés et à la défense des Institutions de la République, au maintien de la paix et de l'ordre public et à la protection des personnes et des biens. »
Ses missions sont : lutter contre la drogue, la criminalité et la grande délinquance économique et financière, la protection des personnes et des biens et le maintien de l'ordre public. Elle agit en collaboration avec d'autres forces de police ivoirienne, particulièrement les polices municipales, ainsi qu'avec la Gendarmerie nationale. Le numéro d'urgence de la Police nationale est le 170.
La police est une force nécessaire permettant d’assurer le respect des lois et de :
- Protéger les personnes et les biens
- Lutter contre les violences urbaines, la délinquance et l'insécurité routière ;
- Contrôler l’immigration irrégulière et lutter contre l'emploi des clandestins ;
- Lutter contre la drogue, la criminalité et la grande délinquance économique et financière ;
- Constater les infractions, rechercher, arrêter les auteurs et les mettre à la disposition de la justice ;
- Protéger le pays contre le terrorisme et les atteintes aux intérêts fondamentaux de la Nation ;
- Maintenir l’ordre public.

## Organisation de la police nationale
(avril 2011).
Si vous disposez d'ouvrages ou d'articles de référence ou si vous connaissez des sites web de qualité traitant du thème abordé ici, merci de compléter l'article en donnant les références utiles à sa vérifiabilité et en les liant à la section « Notes et références ».

### Organisation
Les différentes directions,,, :
- Police judiciaire
- Services de sécurité publique
- Police technique et scientifique
- Police des stupéfiants et des drogues
- Police criminelle
- Direction de la transmission et des systèmes d`information
- Direction des renseignements généraux
- Direction de la Formation et de l`Ecole Nationale de Police.
- Direction de la surveillance du territoire
- Direction de l`Identification judiciaire.
- Direction des unités d`intervention
- Direction du laboratoire central de la police
- Direction du Personnel de la Police Nationale
- Direction de la Police Economique et Financière
- Direction des Services de Santé de la Police Nationale

#### Direction des unités d'intervention (DUI)
La police nationale ivoirienne se compose de plus d'une vingtaine d'unités dont : la BAE, la BAT, la BSP, les CRS 1 à 9, la FRAP et les différents GMI. Toutes ces unités dépendent de la DUI sauf les GMI qui dépendent du Préfet de Police où l'unité se trouve.
La Police Criminelle, la Police Recours, la BRI.

#### Police technique et scientifique
La police technique et scientifique compte trois directions, dont la Direction de l’Informatique et des Traces Technologiques (DITT) créée en 2007.
Les missions de la DITT sont de :
- mettre en place les systèmes d’information nécessaires aux activités de la Police nationale et du ministère de l’Intérieur et de la Sécurité ;
- mener des enquêtes de cybercriminalité ; cette activité conduite par la Plateforme de lutte contre la cybercriminalité (PLCC) depuis 2011[6] ;
- soutenir les services d’investigation notamment, les services de la police nationale, mais également la gendarmerie nationale, les douanes et le Centre national de traitement des informations financières (CENTIF), chaque fois qu’ils ont besoin d’extraire ou de comprendre les preuves numériques auxquelles ils sont confrontés ; cette activité est conduite par le Laboratoire de criminalistique numérique (LCN).

Son directeur en 2018 est le commandant Guelpetchin Ouattara.

### Équipement
Les fonctionnaires de la police nationale ont à leur disposition :
- Matraque ;
- Paires de menottes ;
- Gilet pare-balles ;
- AKM (fusil d'assaut) ;
- Pistolet automatique ;
- lance-grenades ;
- Casque de maintien de l'ordre (en cas de violences urbaines et plus régulièrement pour la BAE, compagnies de sécurisation comme les CRS et autres unités de maintien de l'ordre comme le GMI) ;
- bouclier de maintien de l'ordre ;
- Casque balistique (uniquement pour des forces d'élite comme le CCDO, la BAE, les CRS, la FRAP ou l'UIGN).
- plusieurs véhicules d'intervention et deux hélicoptères dont le premier a été livré le 23 décembre 2014 et le second est encore en construction en Belgique.